# 부산광역시도 제32호선
부산광역시도 제32호선은 부산광역시 부산진구 범천동 범곡 교차로와 수영구 광안동 수영 교차로를 잇는 부산광역시도이다.

## 경유하는 도로
- 신암로 - 범천로 - 신천대로 - 동평로 - 연수로

## 경유지
부산광역시
- 부산진구 - 연제구 - 수영구

## 노선
| 구간                     | 이름                                                              | 접속 노선                                                         | 소재지     | 소재지   | 비고 |
| ------------------------ | ----------------------------------------------------------------- | ----------------------------------------------------------------- | ---------- | -------- | ---- |
| 신암로                   | 범곡 교차로                                                       | 부산광역시도 제61호선 (중앙대로) 부산광역시도 제1004호선 (망양로) | 부산광역시 | 부산진구 |      |
| 신암로                   | 범천2동주민센터 (범천지하차도 남단)                               | 부산광역시도 제3201호선 (신암로)                                  | 부산광역시 | 부산진구 |      |
| 범천로                   | 범천2동주민센터 (범천지하차도 남단)                               | 부산광역시도 제3201호선 (신암로)                                  | 부산광역시 | 부산진구 |      |
| 범천지하차도             |                                                                   |                                                                   | 부산광역시 | 부산진구 |      |
| 부전2동 교차로           | 신천대로 신천대로102번길 신천대로162번길                          |                                                                   | 부산광역시 | 부산진구 |      |
| 부전2동 교차로           | 신천대로 신천대로102번길 신천대로162번길                          | 신천대로                                                          | 부산광역시 | 부산진구 |      |
| 부암역                   | 부산광역시도 제30호선 (가야대로)                                  |                                                                   | 부산광역시 | 부산진구 |      |
| 진양사거리               | 부산광역시도 제35호선 (백양대로) 시민공원로                       |                                                                   | 부산광역시 | 부산진구 |      |
| 부암 교차로 (부암고가교) | 부산광역시도 제3202호선 (동평로) 부산광역시도 제3002호선 (새싹로) |                                                                   | 부산광역시 | 부산진구 |      |
| 부암 교차로 (부암고가교) | 부산광역시도 제3202호선 (동평로) 부산광역시도 제3002호선 (새싹로) | 동평로                                                            | 부산광역시 | 부산진구 |      |
| 연지삼거리               | 부산광역시도 제3204호선 (성지로)                                  |                                                                   | 부산광역시 | 부산진구 |      |
| (이름 없음)              | 화지로                                                            |                                                                   | 부산광역시 | 부산진구 |      |
| 하마정 교차로            | 국도 제7호선 부산광역시도 제71호선 (거제대로)                     |                                                                   | 부산광역시 | 부산진구 |      |
| 양정 교차로              | 부산광역시도 제61호선 (중앙대로)                                  |                                                                   | 부산광역시 | 부산진구 |      |
| 양정 교차로              | 부산광역시도 제61호선 (중앙대로)                                  | 연수로                                                            | 부산광역시 | 부산진구 |      |
| 연제구청 교차로          | 연제로                                                            | 연제구                                                            | 부산광역시 |          |      |
| 이마트 연제점 앞         | 부산광역시도 제2001호선 (진남로) 황령산로                         | 연제구                                                            | 부산광역시 |          |      |
| 신리삼거리               | 부산광역시도 제36호선 부산광역시도 제66호선 (월드컵대로)          | 연제구                                                            | 부산광역시 |          |      |
| (부산연산동우체국)       | 쌍미천로 연미로                                                   | 연제구                                                            | 부산광역시 |          |      |
| 배산역                   |                                                                   | 연제구                                                            | 부산광역시 |          |      |
| 부산지방병무청           |                                                                   | 수영구                                                            | 부산광역시 |          |      |
| 망미포스코앞 교차로      | 망미로 연수로315번길                                              | 수영구                                                            | 부산광역시 |          |      |
| 망미역 교차로            | 부산광역시도 제3203호선 (과정로) 망미번영로                       | 수영구                                                            | 부산광역시 |          |      |
| 수영 교차로              | 부산광역시도 제20호선 (수영로)                                    | 수영구                                                            | 부산광역시 | 종점     |      |